# Besnat Jere
 (août 2018).
Pour les articles homonymes, voir Jere.
Besnat Hellen Jere est une femme politique zambienne née le 4 mai 1952 et morte le 7 juin 2020. Elle a représenté Besnat Luangeni (district de Chipata) à l'Assemblée nationale entre 2002 et 2006.

## Biographie
Avant d'entrer en politique, Besnat Jere était agricultrice. Elle est candidate, représentant le Parti uni de l'indépendance nationale (UNIP) à Luangeni, lors des élections de 2001 ; elle est élue à l’Assemblée nationale avec une majorité de 2 027 voix. Elle est membre du Parlement panafricain durant son premier mandat au Parlement zambien.
Lors de l'élection présidentielle zambienne de 2006, l'UNIP s'unit à l'Alliance démocratique unie, Besnat Jere étant nommé candidate pour ces partis à Luangeni. Cependant, elle termine troisième derrière Angela Cifire, du Mouvement pour la démocratie multipartite, et Charles Zulu, du Front patriotique.